# Margarita Carrera

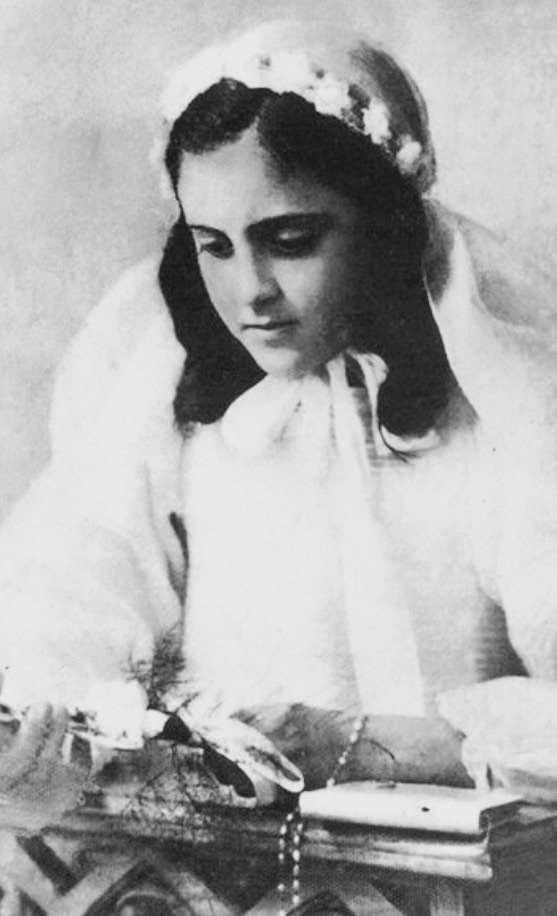
Margarita Carrera Molina, 1940

Margarita Carrera Molina (* 16. September 1929 in Ciudad de Guatemala; † 31. März 2018 ebenda) war eine guatemaltekische Autorin, Universitätsprofessorin, Essayistin und Journalistin. Im Laufe ihrer Karriere schrieb sie in verschiedenen Genres, darunter Lyrik und Essay. Sie veröffentlichte zwei Romane, mehr als zehn Sammelbände mit Essays und ebenso viele Gedichtbände. Sie war Vollmitglied der Academia Guatemalteca de la Lengua und Trägerin des höchsten guatemaltekischen Literaturpreises, des Premio Nacional de Literatura „Miguel Ángel Asturias“.

## Leben
Carrera war die Tochter von Josefina Molina Llárden und Antonio Carrera Martello, der in Paris geboren wurde. Ihr Vater beging Selbstmord, als sie noch ein Kind war, und sie musste arbeiten, um ihre Familie zu unterstützen, und ging zur Abendschule, um zu lernen. Carrera war die erste Frau, die 1957 einen Abschluss in Literatur an der Universidad de San Carlos de Guatemala machte, und später die erste Frau, die 1967 in die Academia Guatemalteca de la Lengua aufgenommen wurde.
Seit 1957 war sie Universitätsprofessorin an der Universidad de San Carlos de Guatemala, der Universidad Rafael Landívar und der Universidad del Valle de Guatemala.  Zeitweise lehrte sie an der Autonomen Universität Madrid. Als Journalistin arbeitete sie für die Zeitungen El Imparcial, La Hora und Diario de Centro América. Sie war Meinungskolumnistin der Zeitung Prensa Libre, für die sie von 1993 bis zu ihrem Tod arbeitete. Sie nahm als Gastautorin und Ehrengast weltweit an internationalen Reisen und Konferenzen zur spanischen Sprache und Literatur teil. Seit 1982 war sie Mitglied des an der University of Iowa angesiedelten International Writing Program.
1981 erhielt sie den Premio Quetzal de Oro der Asociación de Periodistas de Guatemala for "Ensayos contra reloj", einer im Vorjahr erschienenen Sammlung von Essays zu psychoanalytischer Literatur. 1982 und 1986 erhielt sie den Ersten Preis der Juegos Florales Hispanoamericanos de Quetzaltenango für ihre Gedichtsammlungen Mujer y soledades bzw. Signo XX. 1988 wurde sie mit der Medaille des Orden Vicenta Laparra ausgezeichnet, die für „herausragende zentralamerikanische Frauen in den Bereichen Literatur, Kunst und Wissenschaft“ vergeben wird. 1996 schließlich erhielt sie den bedeutendsten Literaturpreis Guatemalas, den Premio Nacional de Literatura "Miguel Ángel Asturias". Die Universidad de San Carlos de Guatemala verlieh ihr im Jahr 2000 die Universitätsmedaille. Die Universidad del Valle de Guatemala zeichnete sie 1998 mit einem „Verdienstdiplom“ und 2001 mit dem Titel „Distinguierte Professorin“ aus.
In einem Interview in ihren 70ern sagte Carrera, dass sie oft über Männer schrieb, die sie interessant fand und die sie studierte, um den Mann zu verstehen, den sie nie kannte, ihren Vater. Sie schrieb unter anderem Essays über Jorge Luis Borges, Sigmund Freud, Juan Ramón Jiménez, Friedrich Nietzsche und Miguel de Unamuno. Ihr Werk En la mirilla del jaguar: biografía novelada de Monseñor Gerardi aus dem Jahr 2002, eine fiktionalisierte Biografie über den 1998 ermordeten Bischof Juan Gerardi, wurde ein Bestseller. Für dieses Buch erhielt sie 2004 den Orden Monseñor Gerardi Conedera.
2006 erschien ihr autobiografischen Roman Sumario del recuerdo.
2017 wurde ihre Karriere wurde auf der Internationalen Buchmesse in Guatemala (Filgua) gewürdigt.
Ihre Essays und Kolumnen behandelten Themen der Philosophie, Literatur und Literaturkritik und beschäftigten sich mit der Geschichte und der Gesellschaft Guatemalas. In einem ihrer letzten Essays, De la literatura como conocimiento („Über die Literatur als Wissen“), erklärte sie, dass der Mensch ohne die Literatur nichts hätte: „Literatur ist Poesie, Fiktion, Phantasie, Schwindel, Erstaunen, die Welt der Träume, sie ist das Wissen des Menschen“.
Carrera war verheiratet und hatte zwei Kinder, die Ehe wurde nach sieben Jahren geschieden. Sie starb im Alter von 88 Jahren in Guatemala-Stadt. Der Kulturminister Guatemalas würdigte sie in einem Nachruf.

## Werk
Romane
- En la mirilla del jaguar,  Fondo de Cultura Económica, Guatemala-Stadt 2002.
- Sumario del recuerdo,  Fondo de Cultura Económica, Guatemala-Stadt 2006.

Lyrik
- Poemas pequeños, Ministerio de Educación Pública, Guatemala-Stadt 1951.
- Poesías, Universidad de San Carlos de Guatemala, Guatemala-Stadt 1957.
- Desde Dentro, Editorial Universitaria, Guatemala-Stadt 1964.
- Poemas de sangre y alba, Editorial Universitaria, Guatemala-Stadt 1969.
- Del noveno circulo y antología mínima, Editorial Universitaria, Guatemala-Stadt 1977.
- Letanías malditas, o. V., Guatemala-Stadt 1979.
- Mujer y Soledades, General de Cultura y Bellas Artes, Guatemala-Stadt 1982.
- Toda la poesía de Margarita Carrera, Tipografía Nacional, Guatemala-Stadt 1984.
- Obra ensayística, Tipografía Nacional, Guatemala-Stadt 1985.
- Signo XX, Serviprensa Centroamericana, Guatemala-Stadt 1986.
- Antología personal de poesía, Editorial Cultura, Guatemala-Stadt 1998.
- Iracundiae dea, Ediciones Torremozas, Madrid 2008.

Essay-Bände
- Temática y romanticismo en la obra de Juan Diéguez, o. V., Guatemala-Stadt 1957.
- Corpus poeticum de la obra de Juan Diéguez, Universidad de San Carlos de Guatemala, Guatemala-Stadt 1957.
- Ensayos, Editorial Escolar Piedra Santa, Guatemala-Stadt 1974.
- Literatura y psicoanálisis, Universidad de San Carlos de Guatemala, Guatemala-Stadt 1979.
- Ensayos contra el reloj, Serviprensa Centroamericana, Guatemala-Stadt 1980.
- Nietzsche y la tragedia, Editorial Universitaria de Guatemala, Guatemala-Stadt 1982.
- Antropos, Editorial Universitaria de Guatemala, Guatemala-Stadt 1985.
- El desafío del psicoanálisis freudiano, Editorial Universitaria de Guatemala, Guatemala-Stadt 1988.
- Freud y los sueños, Edinter Centroamericana, Guatemala-Stadt 1990.
- Octavio Paz y su mundo de palabras (mit Eusebio Rojas Guzmán), Ediciones Ventana, Guatemala-Stadt 1993.
- El mundo a la luz de Nietzsche y del psicoanálisis, o. V., Guatemala-Stadt 1995.
- Hacia un nuevo humanismo, Editorial Artemis-Edinter, Guatemala-Stadt 1996.
- Antología personal, Editorial Cultura, Guatemala-Stadt 1997.
- Ensayos sobre Borges Editorial Universitaria de Guatemala, Guatemala-Stadt 1999.

Andere
- El circo: farsátira en un acto, Editorial Escolar Piedra Santa, Guatemala-Stadt 1975 (Theaterstück).
- Aída Toledo und Anabella Acevedo (Hrsg.): Para conjurar el sueño: poetas guatemaltecas del siglo XX, Universidad Rafael Landívar, Guatemala-Stadt 1998 (Anthologie, enthält die Gedichte La llave única, He roto con los sustantivos, Fracaso, Creación und Vuelvo a la luz desde tu caricia).
- Aída Toledo und Juan Fernando Cifuentes (Hrsg.): Rosa palpitante: sexualidad y erotismo en la escritura de poetas guatemaltecas nacidas en el siglo XX, Editorial Palo de Hormigo,  Guatemala-Stadt 2005 (Anthologie, enthält die Gedichte Tierno como la grama, Vuelvo a la luz de tu caricia, Contar tu historia y la mía, Resurrección und Tu azul inmenso).